# 14588 Pharrams
A 14588 Pharrams (ideiglenes jelöléssel 1998 RH73) a Naprendszer kisbolygóövében található aszteroida. A LINEAR projekt keretében fedezték fel 1998. szeptember 14-én.